# Bulbophyllum ornatum
Bulbophyllum ornatum är en orkidéart som beskrevs av Rudolf Schlechter. Bulbophyllum ornatum ingår i släktet Bulbophyllum och familjen orkidéer. Inga underarter finns listade i Catalogue of Life.